# Athyrium sohayakiense
Athyrium sohayakiense är en majbräkenväxtart som beskrevs av Nakaike. Athyrium sohayakiense ingår i släktet Athyrium och familjen Athyriaceae. Inga underarter finns listade.